# Wettolsheim
Wettolsheim is een gemeente in het Franse departement Haut-Rhin (regio Grand Est). De plaats maakt deel uit van het arrondissement Colmar-Ribeauvillé. Wettolsheim telde op 1 januari 2022 1.771 inwoners.
Sinds 1987 is hier een vestiging van de Japanse firma Ricoh. Dit is de grootste werkgever van de gemeente.

## Geografie
De oppervlakte van Wettolsheim bedroeg op 1 januari 2022 8,86 vierkante kilometer; de bevolkingsdichtheid was toen 199,9 inwoners per km².

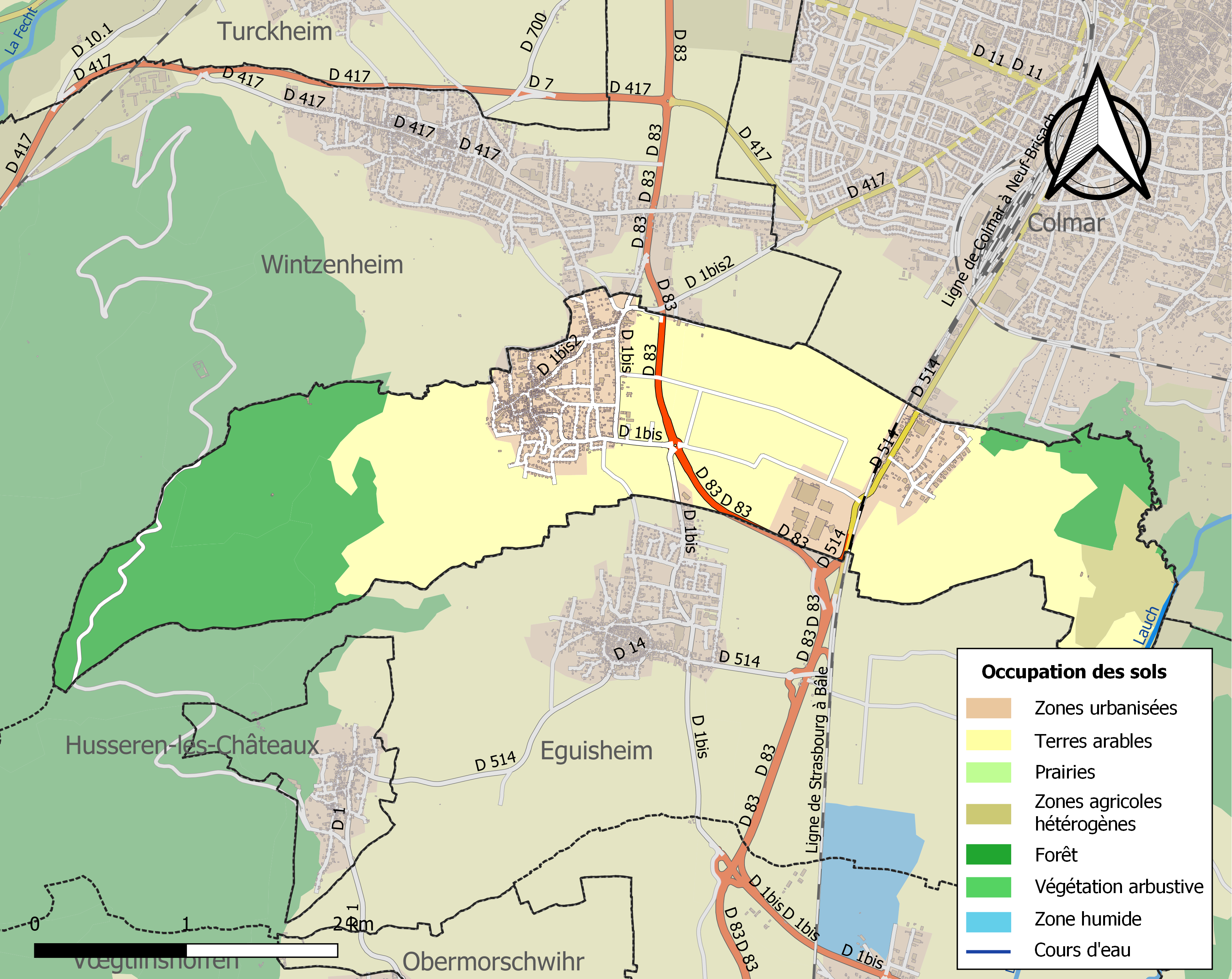
Kaart van de gemeente met de belangrijkste infrastructuur, bodemgebruik en omliggende gemeenten

## Demografie
Onderstaande figuur toont het verloop van het inwonertal (bron: INSEE-tellingen).